# Lac Asiokotesi
Lac Asiokotesi är en sjö i Kanada.   Den ligger i regionen Mauricie och provinsen Québec, i den sydöstra delen av landet, 290 km nordost om huvudstaden Ottawa. Lac Asiokotesi ligger 437 meter över havet. Den ligger vid sjön Lac Kawapkaci.
I omgivningarna runt Lac Asiokotesi växer i huvudsak blandskog. Trakten runt Lac Asiokotesi är nära nog obefolkad, med mindre än två invånare per kvadratkilometer.